# المجموعة الفردانية E-P147
المجموعة الفردانية E-P147 هي مجموعة هابلوغروبية من الحمض النووي لكروموسوم Y البشري.
تعد المجموعة الفردانية E-P147، جنبًا إلى جنب مع المجموعة الفردانية الأقل شيوعًا E-M75، وهم أحد الفرعين الرئيسيين للمجموعة الفردانية الأقدم E-M96.
يتم ملاحظة المجموعة الفردانية E-P147 بشكل شائع في جميع أنحاء إفريقيا وتنقسم إلى مجموعتين فرعيتين: المجموعة الفردانية الأقل شيوعًا E-M132، والمجموعة الفردانية E-P177 الأكثر شيوعًا.

## التوزيع
يتضمن E-P147 معظم الفئات الفرعية الموجودة في E-M96.
فرعي E-P147 لهما توزيعات مختلفة؛ في حين أن الفرع الأقل شيوعًا، هابلوغروب E-M132، له توزيع أكبر داخل غرب إفريقيا، فإن الفرع الأكثر شيوعًا، E-P177، يمكن العثور عليه منتشرًا على نطاق واسع بتردد عالٍ في جميع أنحاء إفريقيا وبدرجة أقل في الشرق الأوسط وأوروبا.

## الفئات الفرعية

### E-P177
المجموعة الفردانية E-P177 هي فئة فرعية من المجموعة الفردانية E-P147.

### E-M132
المجموعة الفردانية E-M132 هي فئة فرعية من المجموعة الفردانية E-P147.

## علم الوراثة

### التاريخ التطوري
قبل عام 2002، كان هناك في الأدبيات الأكاديمية ما لا يقل عن سبعة أنظمة تسمية لشجرة النشوء والتطور للكروموسوم Y. وقد أدى هذا إلى ارتباك كبير.
في عام 2002، اجتمعت المجموعات البحثية الرئيسية معًا وشكلت اتحاد كروموسوم Y (YCC).
لقد نشروا ورقة مشتركة أنشأت شجرة واحدة جديدة اتفق الجميع على استخدامها.
وفي وقت لاحق، شكلت مجموعة من العلماء المواطنين المهتمين بعلم الوراثة السكانية وعلم الأنساب الجيني مجموعة عمل لإنشاء شجرة هواة تهدف قبل كل شيء إلى أن تكون في الوقت المناسب.